# Ernest Esclangon
Ernest Benjamin Esclangon (17. března 1876 Mison, Alpes-de Haute-Provence, Francie – 28. ledna 1954 Eyrenville, Dordogne, Francie) byl francouzský astronom, matematik a fyzik, ředitel Štrasburské observatoře a později v letech 1929–1944 Pařížské observatoře. Přispěl mj. do aplikované fyziky.
Je podle něj pojmenován kráter Esclangon na přivrácené straně Měsíce a binární planetka 1509 Esclangona.